# Dendrophyllia
Dendrophyllia is een geslacht van koralen uit de familie Dendrophylliidae.

## Soorten
- Dendrophyllia aculeata Latypov, 1990
- Dendrophyllia alcocki (Wells, 1954)
- Dendrophyllia alternata Pourtalès, 1880
- Dendrophyllia arbuscula van der Horst, 1922
- Dendrophyllia boschmai van der Horst, 1926
- Dendrophyllia californica Durham, 1947
- Dendrophyllia carleenae Nemenzo, 1983
- Dendrophyllia cecilliana Milne Edwards & Haime, 1848
- Dendrophyllia cladonia van der Horst, 1927
- Dendrophyllia cornigera (Lamarck, 1816)
- Dendrophyllia cribrosa Milne Edwards & Haime, 1851
- Dendrophyllia dilatata van der Horst, 1927
- Dendrophyllia florulenta Alcock, 1902
- Dendrophyllia futojiku Ogawa & Takahashi, 2000
- Dendrophyllia granosa Studer, 1878
- Dendrophyllia ijimai Yabe & Eguchi, 1934
- Dendrophyllia incisa (Crossland, 1952)
- Dendrophyllia indica Pillai, 1967
- Dendrophyllia johnsoni Cairns, 1991
- Dendrophyllia laboreli Zibrowius & Brito, 1984
- Dendrophyllia minima Ogawa & Takahashi, 2000
- Dendrophyllia minuscula Bourne, 1905
- Dendrophyllia oldroydae Oldroyd, 1924
- Dendrophyllia paragracilis Ogawa & Takahashi, 2000
- Dendrophyllia radians (Wright, 1882)
- Dendrophyllia ramea (Linnaeus, 1758)
- Dendrophyllia robusta (Bourne, 1905)
- Dendrophyllia suprarbuscula Ogawa & Takahashi, 2000
- Dendrophyllia velata Crossland, 1952